# كريستوفر جيمس
كريستوفر جيمس (بالإنجليزية: Christopher James)‏ هو كاتب وشاعر بريطاني، ولد في 1975.